# The Professionals (televisieserie)
The Professionals was een Britse (ITV) politieserie die in 57 afleveringen geproduceerd werd tussen de jaren 1977 en 1983.
Deze serie was een verbond tussen de levens van William Bodie (een rol van Lewis Collins) en Raymond  Doyle (gespeeld door Martin Shaw), beide agenten voor het Britse CI5 (De keuze van de naam CI5 is wellicht geïnspireerd door de Criminal Investigation Department en MI-5) en hun chef George Cowley (gespeeld door Gordon Jackson).
Het doel van CI5 is om het terrorisme te bestrijden. Bodie is een cynische ex-SAS paratrooper en huurling, terwijl zijn partner Doyle uit het gewone politiekorps afkomstig was. Hun relatie was vaak controversieel, maar ze waren experts op hun terrein en de mannen aan wie Cowley altijd de zwaarste gevallen toespeelde.
Acteurs Collins en Shaw werden ook vrienden achter de coulissen.